# フィリピン独立教会
フィリピン独立教会(Philippine Independent Church)は、フィリピンの宗教。1902年に設立された。
アジアキリスト教協議会、世界教会協議会に加盟する。初代大司教はグレゴリオ・アグリパイ。